# Illo

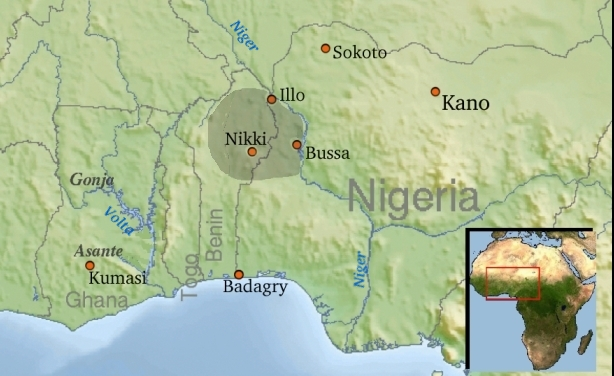
Ubicación de Illo en la región de Borgu.

Illo es una ciudad en el estado de Kebbi, Nigeria.

## Historia precolonial
Illo era uno de los Reinos Borgu del Norte, pequeño pero rico, y libró varias guerras con sus vecinos en el siglo XIX, incluida la Guerra Samba y conflictos con Gwandu del Califato de Sokoto.

## Época colonial

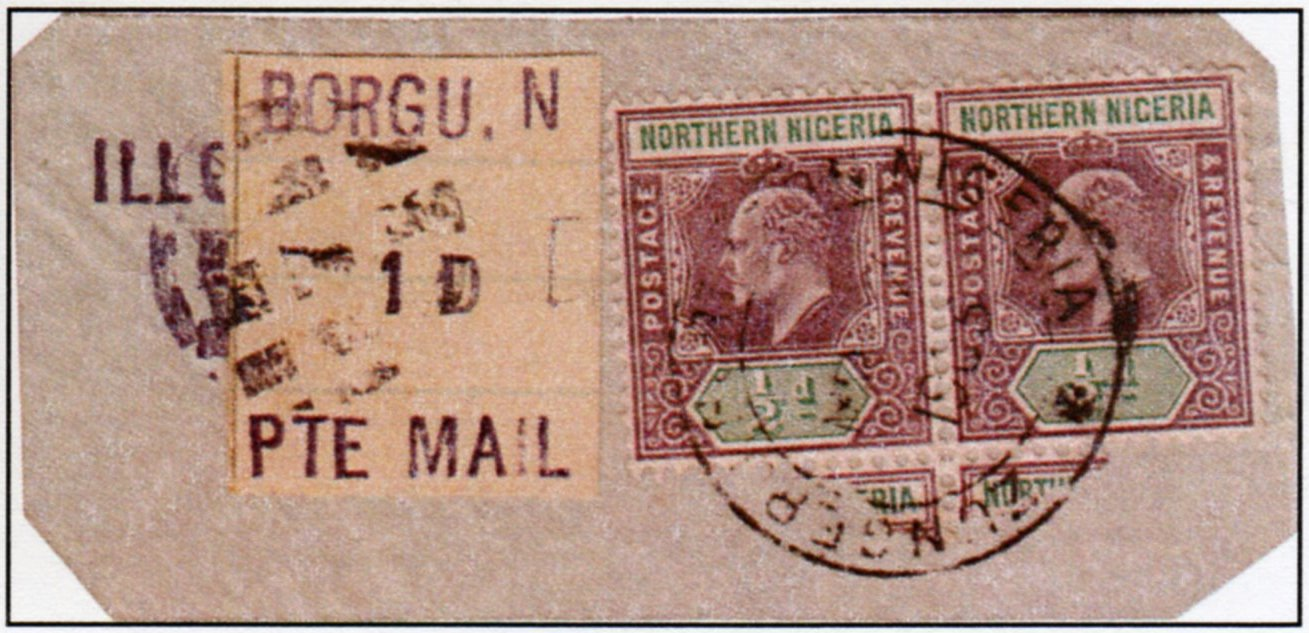
Sellos coloniales británicos para el Protectorado del Norte de Nigeria utilizados en Illo.

En 1896, los franceses ocuparon Illo en respuesta a la ocupación de otras ciudades de Borgu por los soldados de la Fuerza Fronteriza Británica de África Occidental. Ambos países competían por el control del comercio en el río Níger, pero finalmente Illo cayó en la zona británica tras el Acuerdo de Delineación Anglo-Francés.
Posteriormente, el gobierno británico dividió Nigeria en Protectorados del Norte y del Sur e Illo pasó a formar parte del Protectorado de Nigeria del Norte. Se establecieron puestos británicos a lo largo del río Níger y en Jebba, Zungeru, Lokoja e Illo, y se estableció una ruta postal entre ellos para comunicarse con Gran Bretaña.